# Le avventure di Pollicino e Pollicina
Le avventure di Pollicino e Pollicina (The Adventures of Tom Thumb & Thumbelina) è un film d'animazione del 2002 diretto da Glenn Chaika.

## Trama
Dopo essere stato cresciuto da un uomo di dimensioni normali Pollicino cerca di trovare altri della sua stessa statura. Incontra Pollicina, che lavorava in un circo, che non solo ha stesse taglie ed età, ma che ha anche lo stesso obiettivo di Pollicino. Non appena si incontrano, però, Pollicina viene fatta prigioniera da Mole King, che la vuole come sposa.